# Asteromphalus
Genre
Asteromphalus est un genre d'algues de la famille des Asterolampraceae.

## Liste des espèces
- Asteromphalus brookei J. W. Bailey, 1856
- Asteromphalus cleveanus
- Asteromphalus elegans Greville, 1859
- Asteromphalus flabellatus (Brebisson) Greville
- Asteromphalus heptactis
- Asteromphalus hookerii Ehrenberg, 1844
- Asteromphalus hyalinus Karsten
- Asteromphalus moronensis (Greville, 1863) Rattray, 1876
- Asteromphalus parvulus Karsten, 1905
- Asteromphalus robusta
- Asteromphalus roperianus (Greville, 1860) Ralfs in Prichard, 1861
- Asteromphalus sarcophagus Wallich